# 79.ª Divisão de Infantaria (Alemanha)
A 79ª Divisão de Infantaria (em alemão: 79. Infanterie-Division) foi uma divisão de Infantaria da Alemanha durante a Segunda Guerra Mundial. Foi destruída em Stalingrado no dia 31 de Janeiro de 1943 sendo reformada mais tarde, em Março de 1943.
Foi novamente destruída na Frente Oriental em 29 de Agosto de 1944. As suas unidades restantes foram designadas no dia 27 de Outubro de 1944 como sendo a 79. Volksgrenadier Division.

## Comandantes
| Comandante                                  | Data                                            |
| ------------------------------------------- | ----------------------------------------------- |
| Generaloberst Karl Strecker                 | (1 de Setembro de 1939 - 12 de Janeiro de 1942) |
| Generalleutnant Richard von Schwerin        | (12 de Janeiro de 1942 - 31 de Janeiro de 1943) |
| Generalleutnant Richard von Schwerin        | (? Março de 1943 - 5 de Junho de 1943)          |
| Generalmajor Heinrich Kreipe                | (5 de Junho de 1943 - 25 de Outubro de 1943)    |
| Generalleutnant Friedrich-August Weinknecht | (25 de Outubro de 1943 - 29 de Agosto de 1944)  |

## Área de Operações
- Alemanha (Setembro de 1939 - Maio de 1940)
- França (Maio de 1940 - Junho de 1941)
- Frente Oriental, Setor Sul (Junho de 1941 - Outubro de 1942)
- Stalingrado (Outubro de 1942 - Janeiro de 1943)
- Frente Oriental, Setor Sul (Março de 1943 - Agosto de 1944)
- Romênia (Agosto de 1944)

## Serviço de Guerra
| Data                 | Corpo                    | Exército           | Grupo de Exércitos | Área               |
| -------------------- | ------------------------ | ------------------ | ------------------ | ------------------ |
| Set 39               | XII Corpo de Exército    | 1º Exército        | C                  | Saarpfalz          |
| Out 39-5.40          | XXX Corpo de Exército    | 1º Exército        | C                  | Saarpfalz          |
| Jun 40               | Reserva                  | 1º Exército        | C                  | Lothringen, Epinal |
| Jul 40-Out 40        | XXIV Corpo de Exército   | 1º Exército        | C                  | Langres            |
| Nov 40               | XXV Corpo de Exército    | 1º Exército        | D                  | Langres            |
| Dez 40-Abr 41        | XXVII Corpo de Exército  | 1º Exército        | D                  | Langres            |
| Mai 41               | LII Corpo de Exército    | 11º Exército       |                    | Klagenfurt         |
| Jun 41               |                          | 2º Exército        |                    | Klagenfurt         |
| Jul 41               | LI Corpo de Exército     | OKH Reserve        | Süd                | Polônia            |
| Ago 41               | XVII Corpo de Exército   | 6º Exército        | Süd                | Kiew               |
| Set 41-Nov 41        | LI Corpo de Exército     | 6º Exército        | Süd                | Kiew, Charkow      |
| Dez 41-Mai 42        | XVII Corpo de Exército   | 6º Exército        | Süd                | Charkow            |
| Jun 42               | VIII Corpo de Exército   | 6º Exército        | Süd                | Kupiansk           |
| Jul 42               | XVII Corpo de Exército   | 6º Exército        | Süd                | Stariza (Don)      |
| Ago 42-Set 42        | XVII Corpo de Exército   | 6º Exército        | B                  | Stariza (Don)      |
| Out 42               | Reserva                  | 6º Exército        | B                  | Kalatsch           |
| Nov 42               | LI Corpo de Exército     | 6º Exército        | B                  | Stalingrado        |
| Dez 42-Fev 43        | LI Corpo de Exército     | 6º Exército        | Don                | Stalingrado        |
| Mar 43               | XXIX Corpo de Exército   | Hollidt            | Süd                | Stalino            |
| Abr 43-Mai 43        | Reserva                  | 6º Exército        | Süd                | Stalino            |
| Jun 43-Set 43        | XXXXIV Corpo de Exército | 17º Exército       | A                  | Kuban              |
| Out 43               | Reserva                  | 6º Exército        | A                  | Saporoshe          |
| Nov 43-Dez 43 (Kgr.) | IV Corpo de Exército     | 1º Exército Panzer | Süd                | Nikopol            |
| Jan 44               | IV Corpo de Exército     | 6º Exército        | Süd                | Nikopol            |
| Fev 44               | XXXXIV Corpo de Exército | 3º Exército Romeno | Süd                | Nikolajew          |
| Mar 44               | XXXXIV Corpo de Exército | 6º Exército        | A                  | Nikolajew          |
| Abr 44-Jul 44        | IV Corpo de Exército     | 8º Exército        | Südukraine         | Jassy              |
| Ago 44               | Sessão desconhecida      |                    |                    |                    |

## Ordem de Batalha
- 208º Regimento de Infantaria
- 212º Regimento de Infantaria
- 226º Regimento de Infantaria
- 179º Regimento de Infantaria
  - 1. Battalion
  - 2. Battalion
  - 3. Battalion
  - 4. Battalion
- 179. Panzerjäger Battalion
- 179. Bicycle Battalion
- 179. Signals Battalion
- 179. Pioneer Battalion
- Tropas de Abastecimento